# Годзё
Го́дзё (яп. 五條市 Годзё:-си) — город в Японии, в префектуре Нара. Площадь города составляет 292,05 км², население — 32 118 человек (1 августа 2014), плотность населения — 109,97 чел./км².
Статус города получил 15 октября 1957 года.